# John Murtha
John Patrick "Jack" Murtha, Jr. (17. juni 1932 – 8. februar 2010) var en amerikansk politiker fra Pennsylvania. Han var medlem af Det Demokratiske Parti i USA. Han var kongresmedlem i Repræsentanternes Hus fra 1974 indtil sin død i 2010.
Han var mest kendt for sine opfordringer i 2006, da han opfordrede de amerikanske styrker til at trække sig tilbage fra Irak. Der blev sidenhen lagt ekstra mærke til ham, fordi han var tidligere officer og dekoreret med Purple Heart-medaljen.
Han blev indlagt med galdeblæreproblemer i december 2009 og blev opereret den 28. januar på Bethesda Naval Hospital. På grund af komplikationer blev han atter indlagt på hospitalet to dage senere og døde om eftermiddagen den 8. februar 2010 på Virginia Hospital Center i Arlington, Virginia, med sin familie ved sin side.